# Carlo Filiberto II d'Este
Carlo Filiberto II d'Este (San Martino in Rio, 16 marzo 1678 – 30 aprile 1752) fu l'ultimo rappresentante del ramo cadetto di Casa d'Este dei Marchesi e Principi di San Martino in Rio.

## Biografia
Carlo Filiberto nacque il 16 marzo 1678 a San Martino in Rio; figlio del marchese Sigismondo III d'Este e di Maria Teresa Grimaldi, figlia di Ercole Grimaldi, principe ereditario del Principato di Monaco e Marchese di Baux.
Nel 1727 era già destinato a succedere al padre, avendo questi stipulato una convenzione con il figlio maggiore Francesco Filippo, affinché questi rinunciasse ai diritti dinastici e alle legittime pretensioni sul feudo.
Nel 1732, alla morte del padre, gli succede nel titolo marchionale e nei diritti di governo del feudo.
Nel 1734 recatosi a Milano si sposò con Teresa Sfondrati, della nobile famiglia degli Sfondrati.
Il duca Rinaldo d'Este, a partire dal 1737 gli affidò la negoziazione, insieme al conte Michele Torretti, del matrimonio fra il principe Ercole Rinaldo d'Este e la duchessa Maria Teresa Cybo-Malaspina, che era anche pronipote dello stesso marchese. L'unione del futuro duca Ercole III con la Cybo-Malaspina, consentì al Ducato di Modena e Reggio, l'acquisizione di fatto dei territori del Ducato di Massa e Principato di Carrara e pertanto tramite la Garfagnana lo sbocco sul mare.
Morì nel 1752 senza eredi maschi; Carlo Filiberto II d'Este fu l'ultimo principe di San Martino e delle giurisdizione annesse e con lui terminò la linea sigismondina del ramo cadetto degli Este di San Martino, iniziata nel 1490.
Il 12 aprile 1753, con rogito Ferrari, i territori di San Martino in Rio e Campogalliano vennero ceduti dalla Camera Ducale d'Este alla marchesa Teresa Sfondrati per la durata di tre anni. Nel 1756 il contratto si rinnovò in favore della figlia Anna Ricciarda, che l'anno precedente aveva sposato il principe Alberico Barbiano di Belgiojoso. Il contratto stipulato verrà rinnovato, sempre con rogito Ferrari, nel 1758 e prolungato fino alla fine del 1767, dopo il quale anno il territorio sarebbe tornato definitivamente alla Camera Ducale.
Il territorio di Castellarano e la sua Rocca vennero invece venduti, dalla Camera Ducale, al marchese Valotti già dal 1754.

## Discendenza
Carlo Filiberto II sposò nel 1734 Teresa Sfondrati (2 aprile 1710 - 11 gennaio 1773), figlia di Giuseppe Valeriano, IV duca di Montemarciano, e di sua moglie Maria Campeggi. La coppia ebbe insieme tre figlie: 
- Anna Ricciarda (2 luglio 1735 - 3 maggio 1777), sposò nel 1757 il principe Alberico Barbiano di Belgiojoso;
- Alfonsina Teresa (14 marzo 1737[7] - 1771[8]), sposò nel 1762 il conte Moscardo Moscardo, discendente del naturalista Lodovico Moscardo;
- Maria Marina (22 febbraio 1739[7] - 2 settembre 1787), sposò nel 1759 il principe Lorenzo Onofrio Colonna, XI principe di Paliano, principe Assistente al Soglio Pontificio.

## Ascendenza
|                                                          |                      |                                           | Genitori                         |  |  | Nonni |  |  | Bisnonni                                |  |  | Trisnonni                                   |  |
|                                                          |                      |                                           |                                  |  |  |       |  |  | Sigismondo d'Este, II marchese di Lanzo |  |  | Filippo I d'Este, I marchese di San Martino |  |
|                                                          |                      |                                           |                                  |  |  |       |  |  | Sigismondo d'Este, II marchese di Lanzo |  |  | Filippo I d'Este, I marchese di San Martino |  |
|                                                          |                      | Maria di Savoia                           |                                  |  |  |       |  |  | Sigismondo d'Este, II marchese di Lanzo |  |  |                                             |  |
| Filippo II Francesco d'Este, III marchese di San Martino |                      |                                           |                                  |  |  |       |  |  | Sigismondo d'Este, II marchese di Lanzo |  |  |                                             |  |
|                                                          |                      | Francesca Charledes d'Antel d'Hostel      | …                                |  |  |       |  |  |                                         |  |  |                                             |  |
|                                                          |                      | Francesca Charledes d'Antel d'Hostel      | …                                |  |  |       |  |  |                                         |  |  |                                             |  |
|                                                          |                      | Francesca Charledes d'Antel d'Hostel      | …                                |  |  |       |  |  |                                         |  |  |                                             |  |
| Sigismondo III d'Este, IV marchese di San Martino        |                      | Francesca Charledes d'Antel d'Hostel      |                                  |  |  |       |  |  |                                         |  |  |                                             |  |
|                                                          |                      | Carlo Emanuele I di Savoia                | Emanuele Filiberto di Savoia     |  |  |       |  |  |                                         |  |  |                                             |  |
|                                                          |                      | Carlo Emanuele I di Savoia                | Emanuele Filiberto di Savoia     |  |  |       |  |  |                                         |  |  |                                             |  |
|                                                          |                      | Carlo Emanuele I di Savoia                | Margherita di Valois             |  |  |       |  |  |                                         |  |  |                                             |  |
| Margherita di Savoia, marchesa di Dronero                |                      | Carlo Emanuele I di Savoia                |                                  |  |  |       |  |  |                                         |  |  |                                             |  |
|                                                          |                      | Margherita de Roussilon, marchesa di Riva | …                                |  |  |       |  |  |                                         |  |  |                                             |  |
|                                                          |                      | Margherita de Roussilon, marchesa di Riva | …                                |  |  |       |  |  |                                         |  |  |                                             |  |
|                                                          |                      | Margherita de Roussilon, marchesa di Riva | …                                |  |  |       |  |  |                                         |  |  |                                             |  |
| Carlo Filiberto II d'Este, V marchese di San Martino     |                      | Margherita de Roussilon, marchesa di Riva |                                  |  |  |       |  |  |                                         |  |  |                                             |  |
|                                                          | Onorato II di Monaco | Ercole di Monaco                          |                                  |  |  |       |  |  |                                         |  |  |                                             |  |
|                                                          | Onorato II di Monaco | Ercole di Monaco                          |                                  |  |  |       |  |  |                                         |  |  |                                             |  |
|                                                          | Onorato II di Monaco | Maria Landi                               |                                  |  |  |       |  |  |                                         |  |  |                                             |  |
| Ercole Grimaldi                                          | Onorato II di Monaco |                                           |                                  |  |  |       |  |  |                                         |  |  |                                             |  |
|                                                          |                      | Ippolita Trivulzio                        | Carlo Emanuele Teodoro Trivulzio |  |  |       |  |  |                                         |  |  |                                             |  |
|                                                          |                      | Ippolita Trivulzio                        | Carlo Emanuele Teodoro Trivulzio |  |  |       |  |  |                                         |  |  |                                             |  |
|                                                          |                      | Ippolita Trivulzio                        | Caterina Gonzaga                 |  |  |       |  |  |                                         |  |  |                                             |  |
| Maria Teresa Grimaldi                                    |                      | Ippolita Trivulzio                        |                                  |  |  |       |  |  |                                         |  |  |                                             |  |
|                                                          |                      | Luca Spinola                              | Gaspare Spinola                  |  |  |       |  |  |                                         |  |  |                                             |  |
|                                                          |                      | Luca Spinola                              | Gaspare Spinola                  |  |  |       |  |  |                                         |  |  |                                             |  |
|                                                          |                      | Luca Spinola                              | Maria Doria                      |  |  |       |  |  |                                         |  |  |                                             |  |
| Maria Aurelia Spinola                                    |                      | Luca Spinola                              |                                  |  |  |       |  |  |                                         |  |  |                                             |  |
|                                                          |                      | Pellina Spinola                           | Giovanni Battista Spinola        |  |  |       |  |  |                                         |  |  |                                             |  |
|                                                          |                      | Pellina Spinola                           | Giovanni Battista Spinola        |  |  |       |  |  |                                         |  |  |                                             |  |
|                                                          |                      | Pellina Spinola                           | Maria Spinola                    |  |  |       |  |  |                                         |  |  |                                             |  |
|                                                          |                      | Pellina Spinola                           |                                  |  |  |       |  |  |                                         |  |  |                                             |  |